# Пруд Шнелли
Пруд Шне́лли (эст. Snelli tiik, ранее эст. Schnelli tiik, Šnelli tiik), ранее также пруд Па́ткули (эст. Patkuli tiik, Patküla kraav, Patkuli kraav; нем. Patkuls-Wallgraben), с 1939 года также ров Валликраав (эст. Vallikraav, нем. Wallgraben) — искусственный водоём, расположенный в Тоомпарке в Старом Городе Таллина.

## География
Пруд Шнелли находится в таллинском районе Кесклинн и граничит с возвышенностью Тоомпеа, улицей Фальги, бульваром Тоомпуйестеэ и улицей Нунне. В 1960—1970-х годах на пруду Шнелли около улицы Нунне зимой работал каток, а деревянное здание на берегу пруда использовалось как раздевалка.
Длина пруда около 500 м, ширина 20—25 м, площадь — 1 га.

## История
Пруд был вырыт в 1760-х годах. Он является единственными сохранившимся участком окружавшего замок Тоомпеа оборонительным сооружением (рвом). Вынутый из рва грунт был использован для сооружения вала на берегу рва (в сторону Тоомпеа). Построенные на валу низкие укрепления — редут Паткуля и юго-западный Новый редан — по сей день вдаются в пруд.
Редут был назван в честь Дитриха Фридриха фон Паткуля, шведского генерал-майора, последнего заместителя губернатора Эстляндии.
После исключения Таллина из списка крепостей (1857 год) на валу была высажена липово-каштановая аллея. В XIX веке северо-западнее крепостного рва находилось садоводство городского садовника Йохана Шнелля, по фамилии которого пруд и получил своё название. В 1868 году Шнелль купил здесь участок земли  и построил себе дом на улице Вакзали. Садоводческий бизнес он вёл до своей смерти 4 июня 1890 года, земельный участок же принадлежал Шнеллям до 1904 года.
Современное название пруда было закреплено решением Таллинского горсобрания 26 апреля 1939 года.
15 сентября 2007 года состоялась благотворительная акция «AWARE 2007», в рамках которой была проведена акция «Очистим пруд Шнелли!».
В первой половине 2021 года были осуществлены очередные работы по очистке пруда и окружающей его территории. Со дня пруда было поднято около двух тонн мусора.

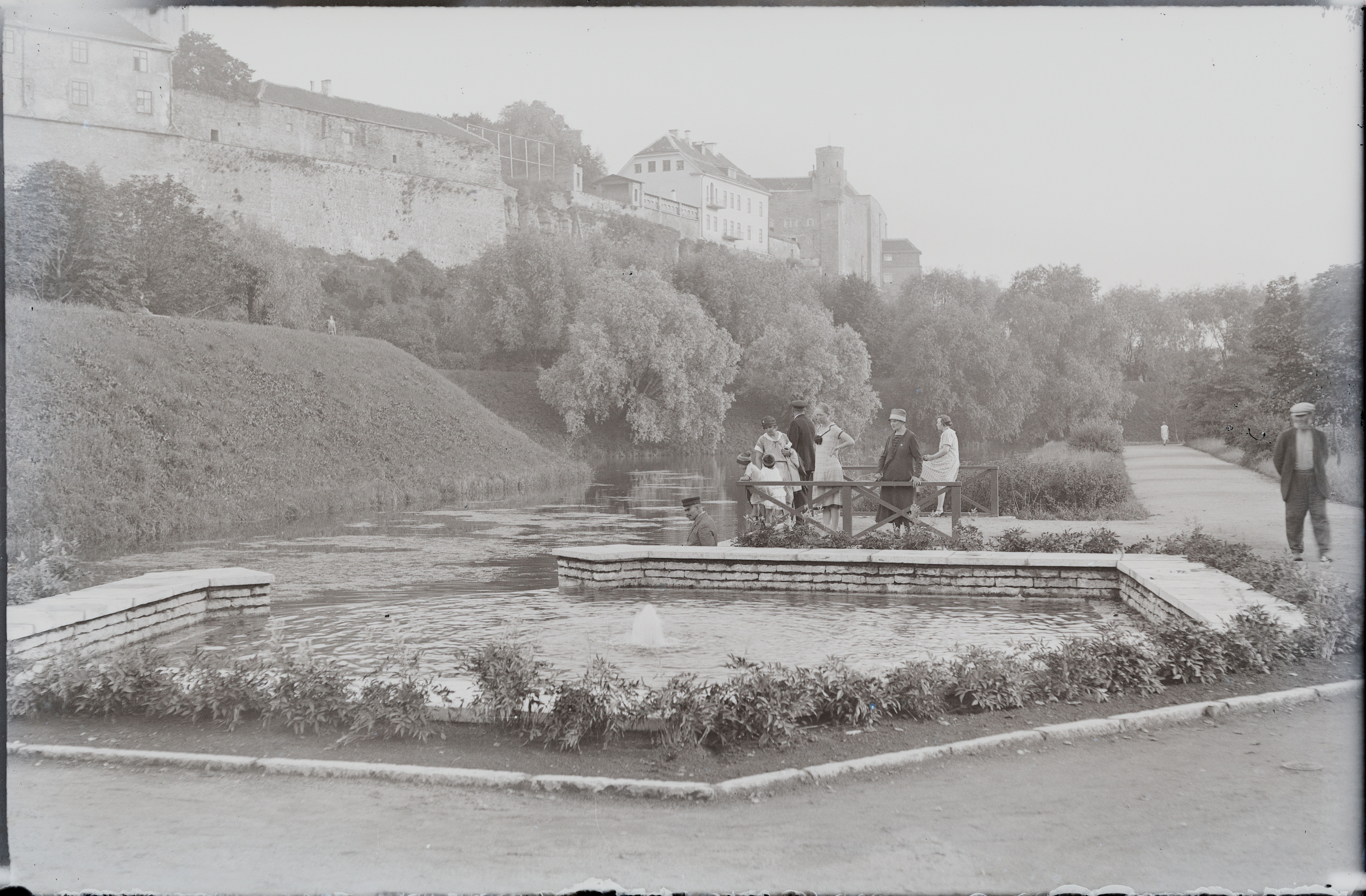
Пруд в 1930-х годах
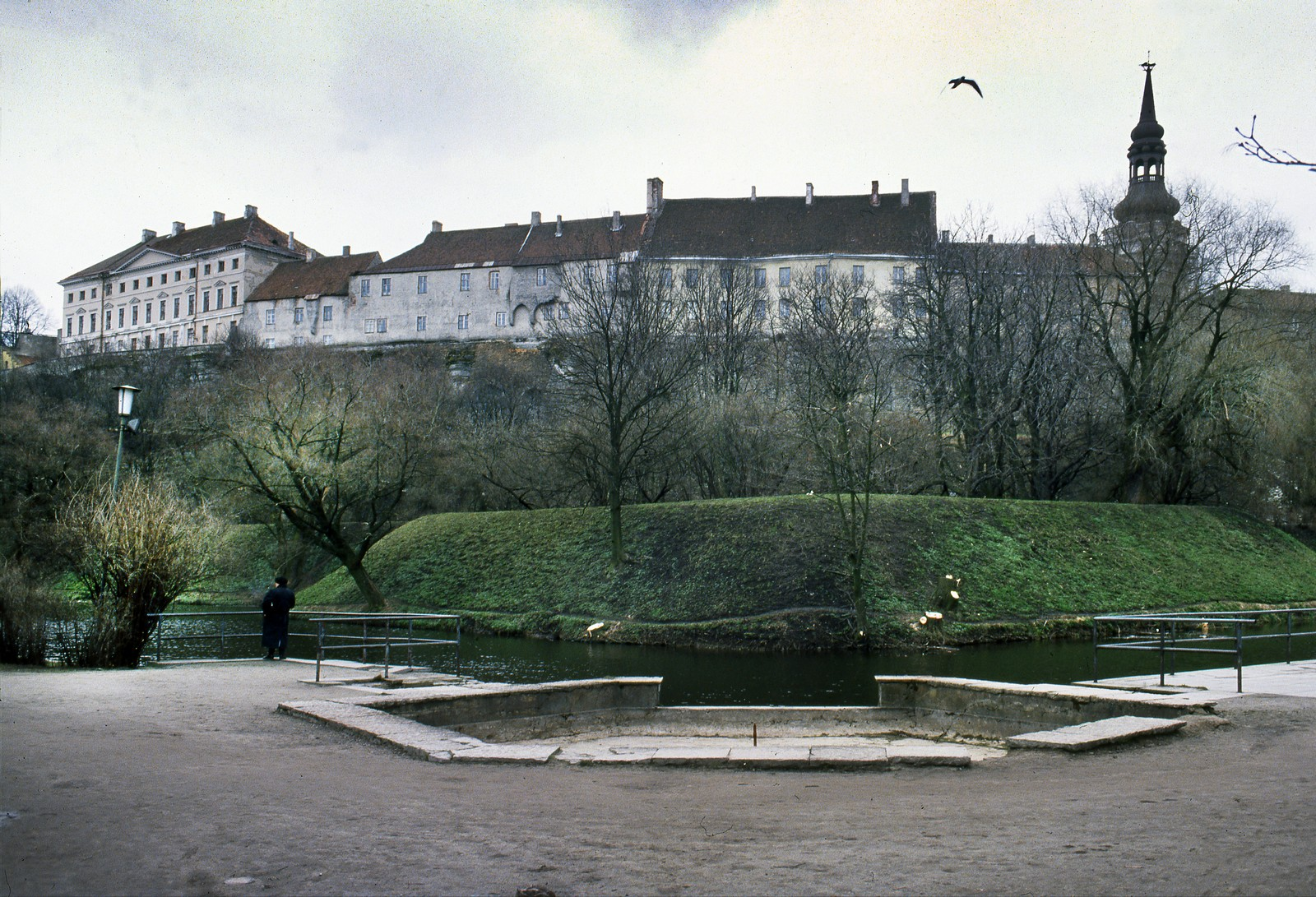
Пруд в 1991 году
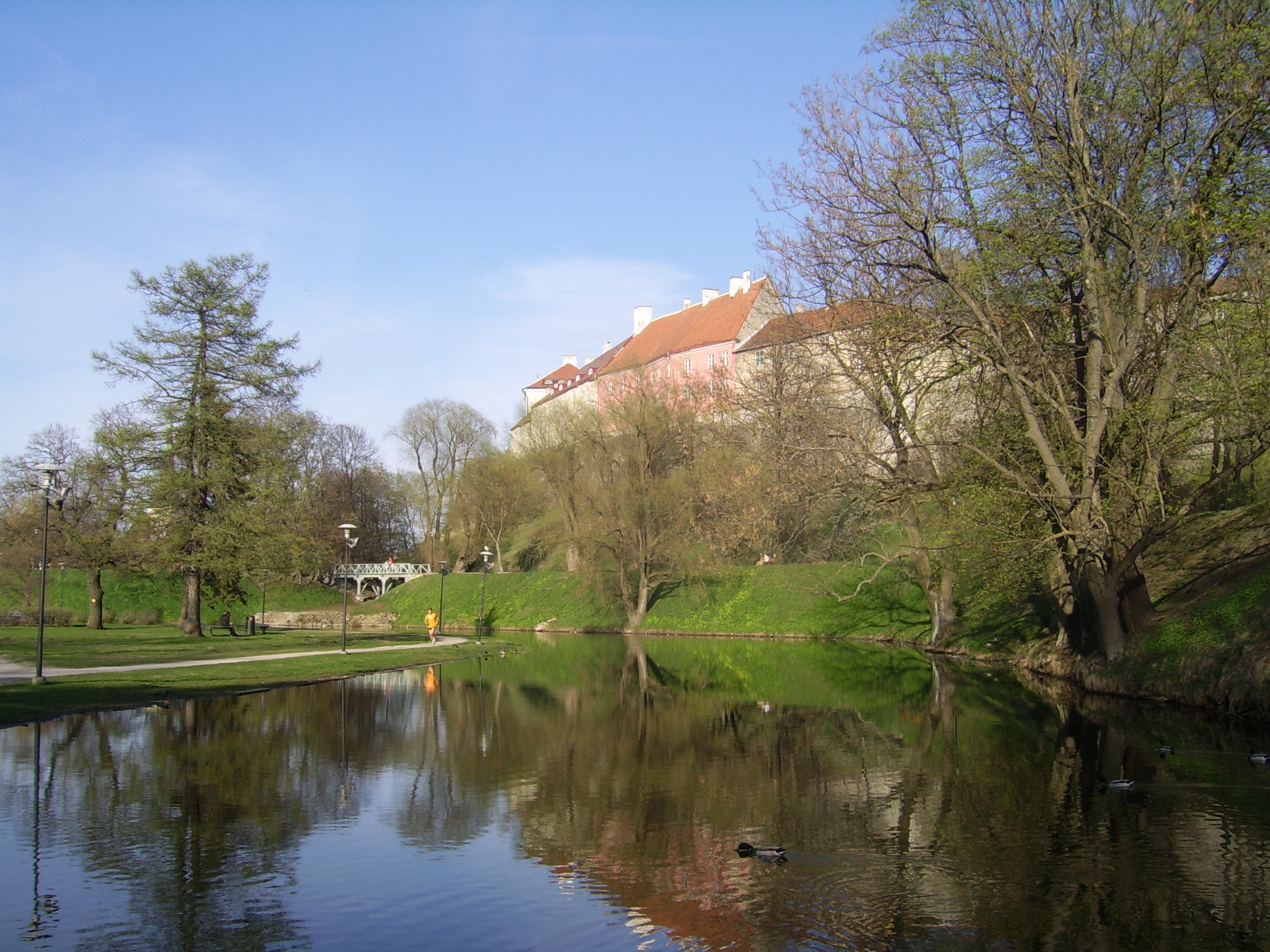
Пруд в 2011 году
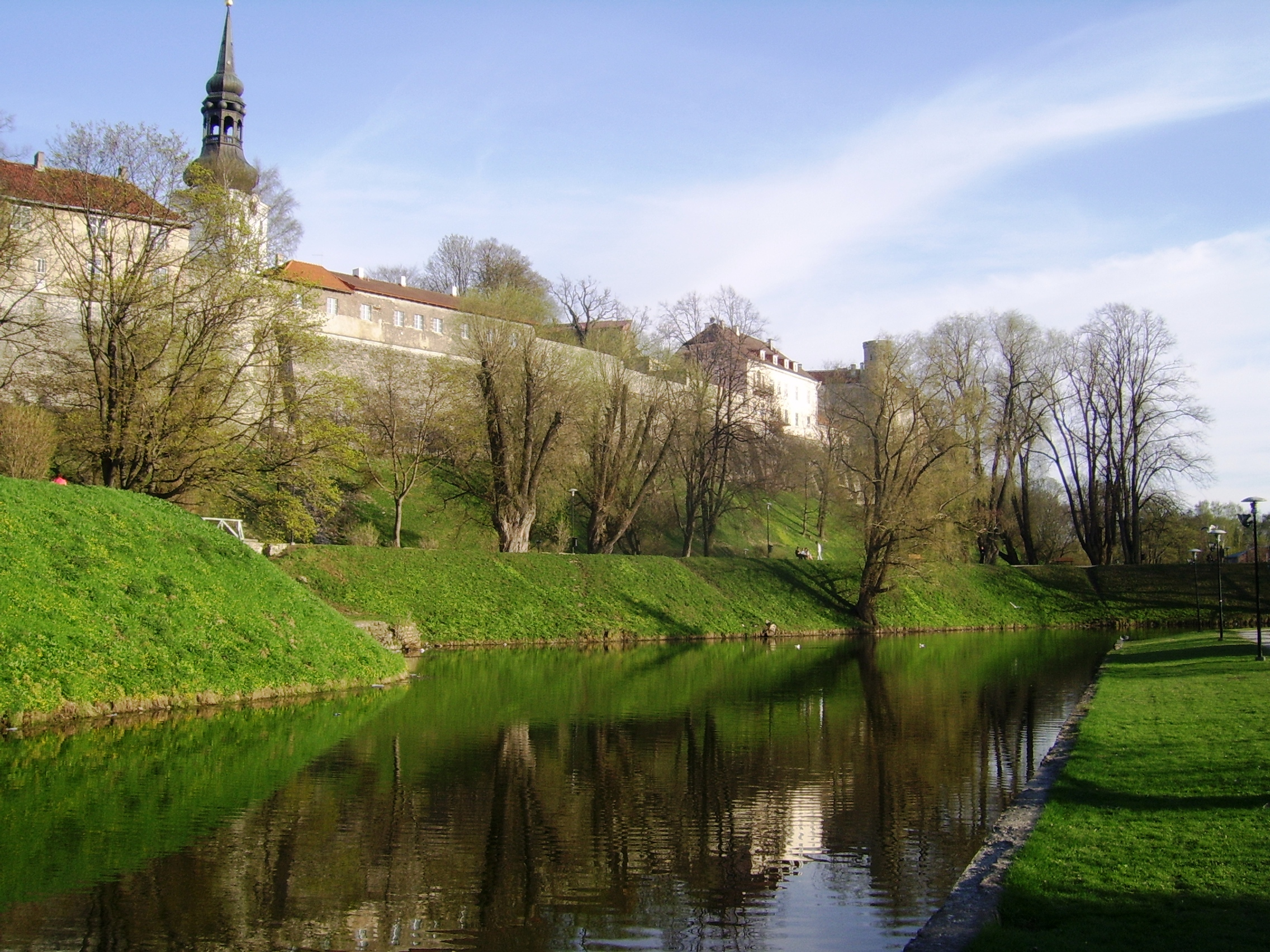
Пруд в 2011 году, слева — Домский собор, справа — башня «Длинный Герман»
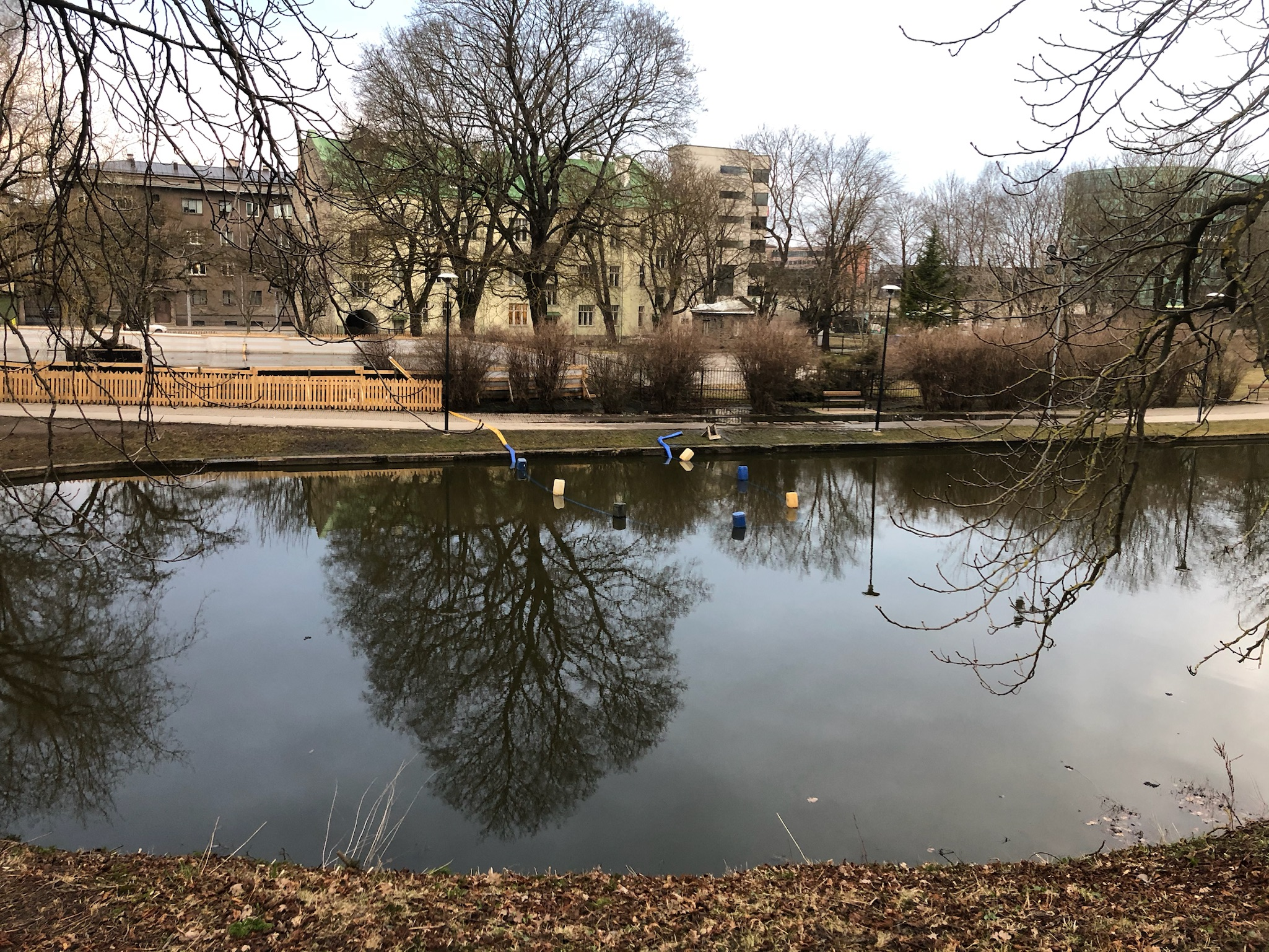
Очистка пруда в 2021 году